# Morti nel 1616
| Questa pagina contiene informazioni ricavate automaticamente dalle voci biografiche con l'ausilio del template Bio e di un bot. L'aggiornamento è periodico e automatico e ricostruisce completamente la pagina. Se manca una persona in questa lista, sei pregato di non aggiungerla, ma accertati piuttosto che la sua voce biografica contenga il template Bio e che i dati anagrafici siano correttamente compilati. Se il template Bio manca, inseriscilo tu stesso o, in alternativa, metti l'avviso {{tmp\|Bio}} che ne segnala la mancanza. Se i dati riportati sono sbagliati, correggi direttamente la voce biografica; le modifiche saranno visibili in questa lista entro pochi giorni. Per chiarimenti vedi il progetto biografie. La lista contiene solo le 86 persone che sono citate nell'enciclopedia e per le quali è stato implementato correttamente il template Bio. Pagina aggiornata al 18 giu 2025. |

## Gennaio(6)
- 5 gennaio - Simeon Bekbulatovič, nobile russo
- 6 gennaio - Philip Henslowe, impresario teatrale inglese
- 9 gennaio - Marco Antonio Bonciari, umanista e linguista italiano (n. 1555)
- 9 gennaio - Giulio Rossino, arcivescovo cattolico italiano (n. 1540)
- 14 gennaio - Orazio Borgianni, pittore italiano (n. 1574)
- 18 gennaio - Carlo d'Arenberg, principe (n. 1550)

## Febbraio(5)
- 4 febbraio - Samuel Pallache, mercante, diplomatico e pirata marocchino
- 10 febbraio - Lazare Zetzner, editore e tipografo francese (n. 1551)
- 17 febbraio - Pierre de Gondi, cardinale e vescovo cattolico francese (n. 1533)
- 17 febbraio - Bibiana von Pernstein, nobile ceca (n. 1578)
- 28 febbraio - Mikołaj Krzysztof Radziwiłł, nobile polacco (n. 1549)

## Marzo(8)
- 3 marzo - Mathias de l'Obel, botanico fiammingo (n. 1538)
- 6 marzo - Francis Beaumont, drammaturgo e poeta inglese (n. 1584)
- 8 marzo - Giulio Cesare Casseri, anatomista italiano
- 8 marzo - Maria Anna di Baviera, nobile tedesca (n. 1574)
- 10 marzo - Daniele Antonini, matematico, fisico e militare italiano (n. 1588)
- 19 marzo - Johannes Fabricius, medico, astrologo e astronomo tedesco (n. 1587)
- 21 marzo - Giacomo Castelvetro, viaggiatore e umanista italiano (n. 1546)
- 31 marzo - Giovanni Adolfo di Holstein-Gottorp, duca (n. 1575)

## Aprile(6)
- 4 aprile - Pompeo Arrigoni, cardinale e arcivescovo cattolico italiano (n. 1552)
- 22 aprile - Miguel de Cervantes, scrittore, poeta e drammaturgo spagnolo (n. 1547)
- 23 aprile - Garcilaso de la Vega, scrittore peruviano (n. 1539)
- 23 aprile - William Shakespeare, drammaturgo e poeta inglese (n. 1564)
- 27 aprile - Francesco Barbaro, patriarca cattolico e diplomatico italiano (n. 1546)
- 27 aprile - Claude Chastillon, architetto, ingegnere e topografo francese (n. 1559)

## Maggio(6)
- 4 maggio - Maddalena di Brandeburgo, principessa tedesca (n. 1582)
- 8 maggio - Gilbert Talbot, VII conte di Shrewsbury, nobile inglese (n. 1552)
- 21 maggio - Kuz'ma Minin, mercante e militare russo
- 25 maggio - Marcantonio Brandolini, nobile italiano (n. 1565)
- 25 maggio - Filippo Spinelli, cardinale e arcivescovo cattolico italiano (n. 1566)
- 30 maggio - Melchisedech Longhena, scultore e ingegnere italiano (n. 1566)

## Giugno(4)
- 1º giugno - Tokugawa Ieyasu, militare giapponese (n. 1543)
- 10 giugno - Paolo Antonio Foscarini, scienziato e religioso italiano
- 24 giugno - Orazio Spinola, cardinale e arcivescovo cattolico italiano (n. 1547)
- 26 giugno - Suibara Chikanori, militare giapponese (n. 1546)

## Luglio(6)
- 2 luglio - Bernardino Realino, gesuita italiano (n. 1530)
- 7 luglio - Anna di Württemberg, principessa tedesca (n. 1561)
- 20 luglio - Hugh O'Neill, condottiero irlandese
- 25 luglio - Andreas Libavius, medico e chimico tedesco (n. 1555)
- 26 luglio - Ikeda Toshitaka, militare giapponese (n. 1584)
- 29 luglio - Tāng Xiǎnzǔ, poeta, drammaturgo e saggista cinese (n. 1550)

## Agosto(6)
- 3 agosto - Hans Meinhard von Schönberg, politico e militare tedesco (n. 1582)
- 7 agosto - Scipione Gentili, giurista e letterato italiano (n. 1563)
- 7 agosto - Vincenzo Scamozzi, architetto e scenografo italiano (n. 1548)
- 10 agosto - Pietro IV Celestri, nobile italiano (n. 1581)
- 21 agosto - Giovanni Battista Tasso, italiano
- 29 agosto - Gellio Ghellini, religioso italiano (n. 1559)

## Settembre(1)
- 15 settembre - Giovanni della Miseria, pittore e religioso italiano

## Ottobre(6)
- 2 ottobre - Frans Francken I, pittore e disegnatore fiammingo (n. 1542)
- 10 ottobre - Maria di Nassau, principessa (n. 1556)
- 11 ottobre - Pompeo Giustiniani, condottiero e scrittore italiano (n. 1569)
- 21 ottobre - Gabriele Severo, vescovo ortodosso e teologo greco (n. 1541)
- 23 ottobre - Francesco Gonzaga, nobile italiano (n. 1577)
- 27 ottobre - Johann Richter, matematico e astronomo tedesco (n. 1537)

## Novembre(4)
- 3 novembre - Agnese Edvige di Anhalt, principessa (n. 1573)
- 9 novembre - Alessandro Galvani, giurista italiano (n. 1556)
- 23 novembre - Prospero Alpini, medico e botanico italiano (n. 1553)
- 23 novembre - Richard Hakluyt, geografo, traduttore e scrittore inglese (n. 1530)

## Dicembre(3)
- 5 dicembre - Marco Antonio Pellegrini, avvocato e giurista italiano (n. 1530)
- 10 dicembre - Diogo do Couto, storico portoghese (n. 1542)
- 22 dicembre - Jacob Le Maire, navigatore olandese (n. 1585)

## Senza giorno specificato(25)
- Battista Antonelli, ingegnere militare italiano (n. 1547)
- Jacques de Bellange, pittore e incisore francese (n. 1575)
- Timoteo Berardi, vescovo cattolico italiano
- François Briot, medaglista e incisore francese (n. 1550)
- Giovanni Giacomo Carlino, tipografo e editore italiano
- Lodovico delle Colombe, filosofo italiano (n. 1565)
- Andrea Corner, nobile, storico e poeta italiano (n. 1547)
- Raphael Coxie, pittore fiammingo
- Orazio Farinati, pittore e incisore italiano (n. 1559)
- Antonio Foler, pittore italiano (n. 1536)
- Pietro Francavilla, scultore francese
- Gortzius Geldorp, pittore fiammingo (n. 1533)
- Johannes van Heeck, naturalista e medico olandese (n. 1574)
- Thomas Helwys, predicatore, giurista e teologo inglese (n. 1575)
- Hans Ruprecht Hoffmann, scultore tedesco (n. 1540)
- Cornelis Ketel, pittore olandese (n. 1548)
- Emanuele Filiberto Manfredi Luserna d'Angrogna, militare italiano (n. 1557)
- Elías Montalto, medico portoghese (n. 1567)
- Hans Morinck, scultore tedesco (n. 1555)
- Alexandru Movilă, nobile moldavo
- Deodato Gentile, vescovo cattolico e religioso italiano (n. 1558)
- Pietro di Niccolao della Seta, mecenate italiano (n. 1564)
- Marcello Sparzo, scultore italiano
- Alonso de Espinosa, religioso e missionario spagnolo (n. 1543)
- Francisco Manuel de los Cobos y Luna, nobile spagnolo (n. 1546)